# Liste literarischer Fachbegriffe zur japanischen Literatur
Die Liste literarischer Fachtermini zur japanischen Literatur beinhaltet insbesondere Begriffe, die nicht als eigenständiges Lemma aufgeführt sind. Sie dient als Konkordanz zu Fachbegriffen der deutschen Literaturwissenschaft. Als Bestandteil der hier weit gefassten Gattung „Drama“ sind auch Fachbegriffe der traditionellen japanischen Schaukünste bzw. der klassischen Theaterformen aufgeführt.

## A
Ageku (挙句)letzte Zeile eines Renga.
Ato-shite (後シテ)Bezeichnet den zweiten Auftritt eines Darstellers im Nō-Theater, häufig als Geist.
Aware (哀れ)ursprünglich eine Interjektion wie oh! ah!. Seit der Heian-Zeit bezeichnet Aware als kunsttheoretischer Begriff Gefühl, Eleganz und Pathos in der Literatur.
Azuma uta (東歌)Gedichtform, insbesondere im Man’yōshū und Kokin-wakashū zu finden.

## B
Banka (挽歌)bezeichnet Elegien, Trauergedichte des Man’yōshū.
Benbun (駢文)auch Benreitai (駢儷体), alter chinesischer Gedichtsstil mit alternierenden Zeilen aus vier und sechs Moren.
Biwa (琵琶)Traditionelles japanisches Saiteninstrument.
Bōtō (冒頭)Besonders sorgfältig formulierter Einleitungssatz eines literarischen Werkes.
Bundan (文壇)literarischer Zirkel, im Unterschied zur literarischen Gruppe (siehe auch -ha).
Bungaku (文学), Kyūjitai (文學)ursprünglich die Bezeichnung für Gelehrsamkeit und insbesondere für die Kenntnis der chinesischen Dichtung oder der japanischen Dichtung nach chinesischem Vorbild. Seit der Meiji-Restauration Bedeutungswandel hin zur allgemeinen Bezeichnung für Literatur.
Bunraku (文楽)bezeichnet das japanische Puppentheater, das sich aus der Jōruri-Rezitation, der Shamisen-Begleitung und dem eigentlichen Puppenspiel zusammensetzt.
BunruitaiBegriff der japanischen Lexikographie, bezeichnet Wörterbücher, die nach Zeichen geordnet sind (siehe auch: onbiki, jikeibiki).
Bussokuseki-ka (仏足石歌)wörtlich Buddhafußspurgedichte, bezeichnet 21 anonyme Gedichte, die im Yakushi-Kloster in Nara in eine Stele graviert wurden und größtenteils die auf dem Grundstein abgebildeten Fußspuren Buddhas rühmen.

## C
Chika renga (地下連歌)Untergrund Renga, bezeichnet im Unterschied zur aristokratischen Dichtung die volkstümliche Renga Dichtung, insbesondere um Guzai.
Chōka (長歌)Langgedicht mit Zeilen, deren Länge zwischen fünf und sieben Moren alterniert.
Chosha (著者)allgemeiner Begriff für Autor, im Unterschied zu Schriftsteller (siehe: Sakka) oder Poet (siehe: Kajin).

## D
Daisan (第三)Bezeichnung für die dritte Strophe eines Renga (siehe auch Waki).
Daruma uta (達磨歌)wörtlich Unsinnspoesie, pejorative Bezeichnung für Zen-Poesie besonders des 12. und 13. Jhd.
Dengaku (田楽)Artistisch, tänzerische Darbietung, die im 17. Jahrhundert ausstarb und als Wegbereiter des Nō gilt.
Denki (伝記)Biografie
Densetsu (伝説)japanische Sagen
Dōsiehe Michi
Dōchaku gohō (撞着語法)Oxymoron.
Dōka (道歌)moralisches Lehrgedicht, im Unterschied zum literarischen Gedicht dient das Lehrgedicht der buddhistischen Unterweisung oder dem Erreichen des Satori (der Erleuchtung) im Zen.
Dōwa (童話)Sammelname für japanische Märchen

## E
Ebaisho (絵俳書)kleines Genre bebilderter Haikai Anthologien, das in der Edo-Zeit seine Blüte hatte.
Ehon (絵本)Bild-Buch, bezeichnet illustrierte Bücher, in denen das Bild Vorrang vor dem Text besitzt und die im Holzdruck hergestellt wurden.
Eiribon (絵入り本)Vorläufer des Ehon, in dem die Illustration noch nicht den Text dominiert.
Emakimono (絵巻物)Bildrollen, Rollen mit bebilderten Erzählungen aus der Heian-, Muromachi- und Kamakura-Zeit.
Engo (縁語)werden sinnverwandte Assoziationswörter bezeichnet, die nach feststehenden Konventionen in einem Gedicht kombiniert werden und die aufeinander Bezug nehmen.

## F
Fūga (風雅)kunsttheoretischer Begriff der Poesie, „Der Mensch als Mitwesen aller Wesen des Alls, an dessen Wandel er teilnimmt, kann nur durch Versenkung und rechtes Erfassen des Seins aller Dinge die Wahrheit (makoto) und damit Fūga erreichen“.

## G
Gagaku (雅楽)Form der Musik und des Tanzes, der zur Zeit der Tang-Dynastie am japanischen Kaiserhof beliebt war.
Gensei rieki (現世利益)Gewinn und Glück, ein Konzept des japanischen Buddhismus, in dem Gebete etc. mit Vorteilen im Alltagsleben gekoppelt werden.
Geinō (芸能)Künste, i.S. von traditionellen Schaukünsten (wie etwa Nō) und im Unterschied zu geijutsu (芸術) – Kunst als akademischer und theoretischer Begriff.
Giri to ninjō (義理と人情)bezeichnet den Konflikt zwischen sozialer Verpflichtung (giri) und dem Gefühl (ninjō), der meist zu einem Doppelselbstmord führt. Häufig Thema der Sewamono.
Goro awase (語呂合わせ)Kalauer, Wortdrehung.
Gozan-ban (五山版)bezeichnet Bücher, die besonders während der Kamakura- und Muromachi-Zeit im Tempelkomplex Gozan in Kambun gedruckt wurden.
Guwa (寓話)Fabel.

## H
-ha (派)bedeutet Gruppe oder auch Schule und wird als Suffix verwendet, um literarische Gruppen und Schriftstellervereinigungen zu bezeichnen.
Haibun (俳文)Mischung aus Haiku und Prosa.
Haiga (俳画)häufig Einzelblattdrucke, in denen ein Haiku (hai) mit einer Illustration (ga) kombiniert wurde.
Haikai (俳諧)Posse, Schabernack, fortgesetzt als Haikai no renga, ab dem 16. Jhd. humoristisches Gegenstück zum Renga.
Haikai renga (俳諧連歌)humorvolle Variante des Renga.
Haiku (俳句)
Hairon (俳論)schriftliche Arbeiten zur Theorie und Kritik von Haikus.
Hanamichi (花道)Blumenweg, Steg zur Bühne. Im Kabuki i. R. links vom Zuschauer aus (siehe auch: Kari-Hanamichi).
Hanja (判詞)Richter, der den Wettstreit im Uta-awase entschied.
Hanka (反歌)Wiederholungsgedicht, Schlussteil eines Chōka, auch kaeshiuta genannt (dem Envoi ähnlich).
Hayakuchi kotoba (早口言葉)Zungenbrecher
Hayashi kotoba (囃子詞)Refrain mit unsinnigen Silben, dient dazu den Rhythmus zu halten
Heikyoku (平曲)Balladen Anthologie um den Aufstieg und Fall des Taira-Klans.
Hikigeki (悲喜劇)Tragikomödie
Hinamiki (日次紀)Journale.
Hiyuka (譬喩歌)allegorische Gedichte.
Hokku (発句)Anfangsteil (Oberstrophe) eines Renga, Grundlage für die Entwicklung des Haiku.
Honkadori (本歌取り)Aufgreifen des Urgedichts, bezeichnet ein Waka, das auf Waka vergangener Zeiten basiert. Der Begriff wird häufig im Zusammenhang mit dem Shinkokin-wakashū verwendet.
Hyakka Jiten (百科事典)Enzyklopädie
Hyōgo moji (表語文字)Logogramm, Kanji Schriftzeichen zur Darstellung der Semantik (Ideogramm) wie des Lautwertes (Phonogramm).
Hyōi moji (表意文字)Ideogramm, Schriftzeichen zur Darstellung der Semantik (Bedeutung).
Hyōon moji (表音文字)Lautzeichen (Phonogramm), Schriftzeichen zur Darstellung des Lautwertes.

## I
Imayō (今様)ist ein literarisches Genre in Liedform.
Imbun (韻文)Reim
Inritsu (韻律)Metrum
Ishiki no nagare (意識の流れ)Bewusstseinsstrom (Stream of consciousness)

## J
Jiamari (字余り)Hypermeter, bezogen auf ein aus Moren statt Silben bestehendes Versmaß.
Jidaimono (時代物)bezeichnet historische Jōruri und Kabuki-Dramen, die in der Regel ihre Stoffe dem historischen Geschehen entlehnten oder daran anlehnten.
Jiden (自伝)Autobiografie
Jiguchi (地口)Wortspiel.
Jikeibiki (字形引き)Begriff der japanischen Lexikographie, bezeichnet Wörterbücher, die nach Zeichen geordnet sind (siehe auch: onbiki, bunruitai).
Jisei no ku (辞世の句)Sterbegedicht
Jiyūshi (自由詩)freier Vers
Jojishi (叙事詩)erzählende Dichtung, Epos
Jokotoba (序詞)bezeichnet Einleitungsworte zu einem Tanka-Gedicht.
Jōruri (浄瑠璃)Begleitgesang zum japanischen Puppentheater.

## K
Kaeri-ten (返り点)Inversionsmarkierung, bezeichnet Lesemarkierungen in alten Texten, die ausschließlich oder vornehmlich mit chinesischen Schriftzeichen geschrieben wurden.
Kagebōshi (影法師)Schattenspiel, (auch Name eines ebaisho).
Kago (歌語)Spezifische Wörter in Gedichten, die nicht in der gesprochenen Sprache verwendet werden.
Kagura (神楽)auch kamiasobi, Gottesmusik, bezeichnet eine alte Form des musikbegleiteten, shintoistischen Ritualtanzes, der seit 1002 zur Verehrung der Götter am Hofe aufgeführt.
Kaibun (回文)Palindrom
Kaisho (楷書)Regelschrift, einer der fünf Hauptkategorien chinesischer Kalligrafie.
Kajin (歌人), auch Shijin (詩人)allgemeiner Begriff für Dichter oder Poet, im Unterschied zu Schriftsteller (siehe: Sakka) oder Autor (siehe: Chosha).
Kakekotoba (掛詞)eine Form des poetischen Wortspiels, in dem ein Schriftzeichen je nach der Art der Lesung unterschiedliche Bedeutungen und syntaktische Funktionen annehmen kann (siehe: Paronomasie).
Kakemono (掛け物)eine Schriftrolle mit Kalligrafie, die zur Zierde in der Tokonoma aufgehängt wird.
Kakioroshi (書き下ろし)Fachbegriff für veröffentlichte Bücher, die zuvor nicht, wie in Japan üblich, als Serie in Zeitungen oder Zeitschriften veröffentlicht wurden. Im Falle von Manga und Illustrationen schreibt man, bei gleicher Lesung: 描き下ろし.
Kakugen (格言)Aphorismus
Kambun (漢文)bezeichnet in chinesischen Schriftzeichen verfasste Literatur in Japan
Kami no ku (上の句)bezeichnet die Oberstrophe, auch Oberstollen oder Aufgesang, eines Tanka.
Kana-zōshi (仮名草子)vorwiegend in Silbenschrift (Kana) abgefasste Unterhaltungsliteratur der Tokugawa-Zeit. Gelten als Vorläufer der bürgerlichen Unterhaltungsliteratur (Ukiyozōshi).
Kanimoji (蟹文字, auch 蠏文字)waagerecht geschriebener Text (siehe auch Tategaki).
Kanji kana majiribun (漢字仮名交じり文)ein Text, der aus einer Kombination von Kana und Kanji besteht.
Kansanchinesische Hymnen (siehe auch Wasan).
Kanshi (漢詩)chinesisches Gedicht.
Kan’yōku (慣用句)idiomatische Redewendung
Kan’yu (換喩)Metonymie.
Kanzen chōaku (勧善懲悪)ethischer Maßstab nach chinesischem Vorbild: Herausstellung des Guten, Verurteilung des Bösen.
Kari-Hanamichi (仮花道)unechter Blumenweg, Steg zur Bühne, parallel zum Hanamichi. Im Kabuki rechts vom Zuschauer aus.
Karon(sho) (歌論書)eine Abhandlung über die Poesie (der Waka). Bezeichnung für poetologische Schriften.
Karukuchi (軽口)Witz
Kasen (歌仙)
bezeichnet ein Renga, das aus 36 Strophen besteht.
bezeichnet zudem einen „Dichterfürsten“, „Unsterbliche der Dichtkunst“, „Dichter-Genien“ oder „Dichterheilige“
Kashū (家集)sind private Gedichtsammlungen einzelner Personen oder Familien, im Unterschied zu Sammlungen, die bspw. in der Heian- und Kamakura-Zeit auf Geheiß des Tennō angelegt wurden.
Kataribe (語り部)Erzähler, die vor der Übernahme der Schriftsprache in Japan die Mythen, Legenden und Geschichten mündlich tradierten.
Katarimono (語り物)eine zu deklamierende Erzählung zumeist von musikalischer Untermalung begleitet.
Kata-uta (片歌)Halbgedicht, bezeichnet je eine der beiden Strophen eines Sedōka (Kehrversliedes). Ist in der Regel ein Dreizeiler mit 19 Moren nach dem Schema: 5-7-7.
Kawaraban (瓦版)erste Form gedruckter Zeitung im Ziegeldruck.
Kayō (歌謡)Gesangsdichtung, Reimprosa, Ballade.
Ken’yōgen (兼用言)sind doppelsinnig gebrauchte Worte mit verschiedener Etymologie und Grammatik zum Zwecke des Wortspiels. Beispiel: Ein Rabe sitzt dort auf dem zweiggesichtig ist der Gott Janus; japanisches Beispiel: hito o matsu no eda (matsu hier als Verb mit der Bedeutung warten, und als Substantiv mit der Bedeutung Kiefer; ist als Verb zugleich Bestandteil des ersten Halbsatzes auf jemanden warten, wie auch als Substantiv Bestandteil der Genitivkonstruktion: Zweig (eda) einer Kiefer).
Kidai (季題)Jahreszeitenthema, ursprünglich Bezeichnung für das Jahreszeitenwort (kigo) im Eingangsvers eines Kettengedichts.
Kigo (季語)Jahreszeitenwörter, Kunstmittel der Dichtung, bezeichnet Begriffe zur poetologisch geforderten jahreszeitlichen Fixierung eines Gedichts. Der Begriff Kigo stammt aus der Meiji-Zeit, bedeutungsgleiche ältere Bezeichnungen sind: ki no kotoba (季の詞) und shiki no kotoba (四季の詞).
Kikō (紀行)Reisebeschreibungen, gehören zur Gattung des Tagebuchs.
Kireji (切れ字)Trennzeichen, in der Renga- und Haikai-Dichtung die Bezeichnung interjektionaler Postpositionen sowie temporaler und modaler Verbalsuffixe.
Kiyose (季寄せ)Jahreszeitenführer, poetische Kalendarien, die die Jahreszeitenwörter (kigo) beinhalten, im Unterschied zum Saijiki jedoch ohne Beispielgedichte.
Kodai kayō (古代歌謡)Balladen des Altertums, Sammelbegriff zur Bezeichnung unterschiedlicher Gesänge und Bänkellieder aus der Zeit vor der Nara-Epoche.
Kokin denju (古今伝授)Erklärung oder Kommentar zu Poemen des Altertums und Mittelalters, die von einem Lehrer an seine Schüler weitergegeben wurde (insbesondere die Unterweisung von Iio Sōgi durch Tō Tsuneyori).
Kokkei-bon (滑稽本)Ulkbücher, bezeichnet eine populäre Gattung humoristischer Erzählungen der Edo- und späten Tokugawa-Zeit.
Kokorozuke (心付け)Methode der thematischen Verknüpfung in einem Renga-Gedicht durch explizites Ausdrücken eines Gefühls oder einer Stimmung.
Koto (琴)traditionelles japanisches Saiteninstrument mit 13 Saiten, das einer Zither gleicht.
Kotowaza (諺)Japanische Sprichwörter.
Kouta (小唄)Kurzgedichte der Muromachi-Zeit.
Kusazōshi (草双紙)illustrierte Lesehefte.
Kutsukaburi (沓冠)Doppel-Akrostichon in japanischen Gedichten. Genau genommen handelt es sich um ein Akrostichon und ein Telestichon. Gemeint sind Gedichte deren je erster und je letzter Laut einer Zeile senkrecht gelesen einen Sinne ergeben.
Kyōgen (狂言)kurze, humorvolle Bühnendarbietungen, die zwischen den Nō-Stücken aufgeführt wurden.
Kyōka (狂歌)Tolle Gedichte, Form der humoristischen Poesie in der Form des von ihr parodierten Tanka.

## M
Mae-ku (前句)Vorderstrophe, bezeichnet in einem Renga allgemein die Strophe, die der zu dichtenden vorausgegangen war.
Mae-shite (前シテ)ist das Pendant zum Ato-shite, es bezeichnet den ersten Auftritt eines Darstellers im Nō-Theater.
Magemono (髷物)Historiendrama, -film oder -roman.
Maki (巻き)bedeutet Rolle, bezeichnet ursprünglich eine Schriftrolle, später auch analog zu Kapitel gebraucht.
Makura kotoba (枕詞)Kissenwörter, einleitende Attribute in der Poesie und kürzer als die Joshi.
Manzai (漫才)Form komischer Bühnenkunst, ähnlich der Stand-up-Comedy, i. R. mit zwei Darstellern.
Meishoki (名所記)Beschreibung berühmter Stätten, bezeichnet eine Form humoristischer Reiseromane (siehe auch Saikenzu).
Michi (道)Onyomi-Lesung Dō, chin. Tao, bedeutet Weg im Sinne einer Lehre oder Art und Weise, ist ein zentraler Begriff der japanischen Geistesgeschichte. Die Onyomi-Lesung wird häufig als Suffix an die Bezeichnungen der japanischen Handwerkskunst angehängt (Bsp.: Sadō – Weg des Tees).
Michiyuki-bun (道行文)Reiseschilderungsstil; im Joruri verwendet man den Begriff Michiyuki-buri (道行振り) insbesondere zur Beschreibung der Flucht eines Liebespaares.
Min’yō (民謡)Volkslieder.
Monogatari (物語)Erzählung
Mono no aware (物の哀れ)ein ästhetisches Konzept, häufig als Pathos übersetzt, das ähnlich dem antiken Konzept des lacrimae rerum die Traurigkeit in den Dingen bezeichnet.

## N
Naga uta (長唄)Langgedicht der archaischen Zeit, aus einer mehr oder minder regelmäßigen Folge von fünf- und siebenmorigen Versen, die den Umfang eines Tanka übersteigen.
Naniwabushi (浪花節)mündliche Erzählform, Vortrag volkstümlicher Balladen mit musikalischer Begleitung.
Nazo (謎)Rätselsprüche.
Nigyōren (二行連)Couplet
Nikki (日記)bezeichnet die Gattung der Tagebücher.
Niku isshō (二句一章)Zwei Verse, ein Satz, bezeichnet ein Bauprinzip für Haiku. Durch Überblendung zweier Bedeutungen wird synthetisch die Erkenntnis eines Begriffs evoziert.
Ninjōbon (人情本)bürgerliche Liebesgeschichten aus der Edo-Zeit.
Nioizuke (匂い付け)Methode der thematischen Verknüpfung zweier aufeinanderfolgender Stollen (Strophen) in einem Renga-Gedicht durch analoge oder ähnliche Ausdrücke für ein Gefühl oder eine Stimmung (siehe auch Kokorozuke).
Nō (能)Form des japanischen Schauspiels.
Norito (祝詞)auch Noritogoto sind in poetischer Prosa abgefasste Rituale und Gebete seit dem 7./8. Jahrhundert. Es handelt sich um die ältesten Prosazeugnisse Japans, die aus langen Sätzen und Zauberformeln bestehen und die im Shintoismus ihren Ursprung haben.
Nyōbo bungaku (女房文学)Literatur der Hofdamen am kaiserlichen Hof.

## O
Okuzuke (奥付)Impressum, Kolophon eines japanischen Buches.
Onbiki (音引き)Begriff der japanischen Lexikographie, bezeichnet Wörterbücher, die nach der Aussprache geordnet sind (siehe auch: jikeibiki, bunruitai).
Onnade (女手)Frauenhandschrift
Onsūritsu (音数律)Metrum mit abwechselnden Zeilen zu fünf und sieben Moren.
Otogibōko (御伽婢子)Geistergeschichten.
Otogizōshi (御伽草子)bezeichnet im Besonderen einen Textkorpus aus 23 japanischen Kurzgeschichten der Edo-Zeit, gedruckt ca. 1700 von Shibukawa Seieimon. Im weiteren Sinne werden so auch ca. 500 weitgehend anonyme Erzählungen der Muromachi-Zeit bezeichnet, die den Übergang von den älteren Monogatari zu den Leseheften (siehe Kanazōshi und Ukiyozōshi) kennzeichnen.

## R
Rakugo (落語)wörtlich gefallene Worte, ist eine japanische Form der Unterhaltung, die auf komischen Monologen beruht.
Renga (連歌)Kettengedicht, von mehreren Dichter gemeinsam verfasste Gedichte, bestehend aus Ober- und Unterstrophe.
Renku (連句)verbundene Verse, bezeichnet ein Haikai no Renga, die Urform des Renga.
Rensai shōsetsu (連載小説)japanischer Fortsetzungsroman; periodisch, meist in Zeitschriften und Zeitungen veröffentlicht.
Rōei (朗詠)Rezitation eines Gedichtes
Rokkasen (六歌仙)bezeichnet die Sechs Unsterblichen der Dichtkunst.
Ruisui (類推)Analogie
Ryūkōgo (流行語)Modewort

## S
Sabiästhetisches Konzept, das strenge Enthaltsamkeit gepaart mit Melancholie bezeichnet.
Saibara (催馬楽)heitere Liedgattung, Sammlung von Bänkelliedern, die in der Heian-Zeit zum Vortrag mit dem Koto am kaiserlichen Hof umgearbeitet wurden.
Saijiki (歳時記)Jahreszeitenführer, poetische Kalendarien, die Jahreszeitenwörter (kigo) inklusive Erläuterung und Gedichtbeispiele beinhalten. Moderne Jahrezeitenführer sind häufig in fünf Jahreszeiten: Frühling, Sommer, Herbst, Winter und Neujahr eingeteilt. Siehe auch: kiyose
Saikenzu (細見図)Stadt- oder Reiseführer (siehe auch Kikō).
Sakagoto (逆事)Anagramm
Sakimori uta (防人歌)sind Gedichte von Grenzsoldaten, die im Zuge der Taika-Reform zur Bewachung insbesondere an den Gestaden Kyūshūs stationiert waren.
Sakka (作家)Schriftsteller, schreibt vornehmlich Prosa im Unterschied zum Autor (siehe: Chosha) oder Poeten (siehe: Kajin). Überbegriff zu Shōsetsuka (小説家) Romancier.
Sambun (散文)japanische Prosa.
Sangaku (散楽)eine Form der Unterhaltung (Tanz, Zauberei, Akrobatik etc.), die von China adaptiert und im 10. Jahrhundert beliebt war.
Sedōka (旋頭歌)Kehrverslied, eine Art des Refrains in Gedichten besonders zur Zeit des Man’yōshū, bestehend aus sechs Zeilen mit: 5-7-7 / 5-7-7 Moren (also je zwei Kata-uta mit Zäsur), wobei die fünfmorigen Zeilen identisch waren; auch als Futamoto no uta – zweistämmiges Gedicht bezeichnet.
Senryū (川柳)ist eine Variante des Kyōka mit komischem oder satirischem Inhalt, das sich aus dem Renku entwickelte (benannt nach dem literarischen Zensor Karai Senryū).
Setsuwa (説話)buddhistische und belehrende Form des Monogatari.
Sewamono (世話物)bürgerliche Erzählliteratur, die ihren Stoff im Unterschied zu den Jidaimono aus dem Alltagsleben bezieht (siehe auch: Giri to ninjō).
Shamisen (三味線)dreisaitiges, gezupftes Lauteninstrument.
Sharehon (洒落本)Unterhaltungsliteratur, die zumeist die städtischen Freudenviertel thematisierten.
Shi (詩)allgemeiner Begriff für Gedicht (siehe auch Uta).
Shigaku (詩学)auch Shiron ist der japanische Begriff für Poetik. Es ist zugleich auch die japanische Übersetzung für die Poetik von Aristoteles.
Shigin (詩吟)ist die Kunst des Deklamierens oder Singens japanischer Poesie oder Kanshi.
Shimo no ku (下の句)bezeichnet die Unterstrophe, auch Unterstollen oder Abgesang, eines Tanka.
Shingaku (心学)moralisches und ethisches Konzept der Edo-Zeit von Ishida Baigan.
Shingo (新語)Neologismus
Shintaishi (新体詩)Lyrik neuer Form, bezeichnet die 1882 beginnende Neugestaltung der japanischen Dichtung.
Shirabyōshi (白拍子)Tanz zur Begleitung eines Imayō.
Shiranami mono (白浪物)spezielle Form des Kabuki und Setsuwa, worin ein Bandit die Hauptfigur ist.
Shite (シテ), auch (為手), (仕手)Hauptdarsteller eines Nō- oder eines Kyōgen-Stücks. Unterschieden wird zwischen ate shite und mae shite.
Shitekigenzai (史的現在)Historisches Präsens
Shōchō (象徴)Symbol
Shodō (書道)Weg des Schreibens, bezeichnet die japanische Schriftkunst.
Shōmono (抄物)Exzerptschrifen, bezeichnet die philologischen Kommentare zur Kambun-Literatur.
Shōmyō (声明)Buddhistische Hymnen indischen Ursprungs.
Shōsetsu (小説)Roman, im Unterschied zu Europa unterscheidet man in Japan drei Formen des Romans: die kurze Form (短編小説, tampen shōsetsu), die mittellange Form (中編小説, chūhen shōsetsu), auch Erzählung, und die lange Form (長編小説, chōhen shōsetsu). Die Unterscheidung orientiert sich nicht an strukturellen Merkmalen, sondern vornehmlich am Textumfang. Zugrunde liegen japanische Manuskriptblätter (原稿用紙, Genkō yōshi) mit einem Kästchenraster, für zumeist 400 Schriftzeichen je Blatt. Von Tampen Shōsetsu spricht man bei einem Umfang von 50 bis 100 Manuskriptseiten, die mittellange Form umfasst 120 bis 250 Manuskriptblätter, bei mehr als 250 bis 300 Manuskriptblättern liegt die lange Form vor.
Shōsetsuka (小説家)Romancier (siehe auch Sakka)
Shūjigaku (修辞学)Rhetorik
Sōmon (相聞), auch Sōmonka (相聞歌)bezeichnet die Liebesgedichte des Man’yōshū.
Sōrōbun (候文)Form der klassischen japanischen Schriftsprache, die gekennzeichnet ist durch die Verwendung der höflichen Verbform sōrō (候).
Sōshi (草紙)Lesehefte (siehe auch Otogi-zōshi, Kusazōshi)
Suisōroku (随想録)Skizzen, auch Essay bezeichnet insbesondere die Essais von Montaigne
Suntetsu uta (寸鉄詩)Bonmot

## T
TaikōkiHeldengeschichten
Tanka (短歌)Kurzgedicht mit dreizeiliger Oberstrophe 5-7-5, auch Oberstollen oder Aufgesang, und zweizeiliger Unterstrophe 7-7, auch Unterstollen oder Abgesang (Siehe auch Kami no ku und Shimo no ku).
Taosiehe Michi
Tategaki (縦書き)vertikales Schreiben, von oben nach unten und von rechts nach links (siehe auch Kanimoji).
Tatoe (喩)Metapher auch Parabel.
Tengihō (転義法)Tropus
Tengu (天狗)Dämonen und Kobolden der japanischen Mythologie.
Tenkō (転向)Konversion, bezeichnet repressive Maßnahmen der japanischen Regierung insbesondere im Vorfeld und während des Zweiten Weltkriegs, um Intellektuelle und Künstler zur Abkehr von Kommunismus und Sozialismus zu zwingen (siehe auch: Proletarische Literatur).
Tenji (点字)Braille- oder Blindenschrift.
Tōin (頭韻)Stabreim auch Alliteration.
Tsuiku (対句)Reimpaar
Tsukeku (付句, auch 附句)Folgestrophe, Bestandteil des Renga, der der einleitenden Oberstrophe (Hokku) folgte; bildet zusammen mit dem Hokku formal ein vollständiges Tanka.

## U
Ushin (有心)ästhetisches Konzept, das den eleganten und feinsinnigen Geschmack bezeichnet.
Uta (歌)wörtlich: Lied, wie Shi ein allgemeiner Begriff zur Bezeichnung eines Gedichts.
Uta-awase (歌合せ)ein Dichterwettstreit, in dem zwei Dichter gegeneinander antretend zu einem vorgegebenen Thema ein Gedicht anfertigten, das anschließend vor einem Preisgericht bewertet wurde.
Utagaki (歌垣)Liederhecke, bezeichnet ein gesellschaftliches Ereignis oder Fest im Altertum, zu dem sich die jungen Leute einfanden, um Liebesgedichte auszutauschen.
Utamakura (歌枕)bezeichnet einen Ort mit poetischen Assoziationen ähnlich dem locus amoenus.

## W
Waka (和歌)
Waki (脇)bezeichnet die zweite Strophe eines Renga, der ein Daisan folgt.
Waki (ワキ)Gegenspieler des Shite (Hauptdarstellers) im Nō-Theater.
Wasan (和讚)Japanische Hymnen, meist vierzeilig (siehe auch Kansan).

## Y
Yamato uta (大和歌)japanisches Gedicht (siehe: Waka)
Yoin (余韻)wörtlich Nachhall, bezeichnet die poetische Wirkung eines Gedichts.
Yomihon (読み本)Erzählliteratur der Tokugawa-Zeit mit fantastischem und romantischem Inhalt.
Yomikudashi (読み下し)japanische Transkription eines Kanbun-Textes
Yose (寄席)Bezeichnung des japanischen Kabaretts
Yūgen (幽玄)ist ein ästhetisches Konzept, das den Ausdruck eines Gefühls in einem Gedicht bezeichnet, wobei das Gefühl indirekt erzeugt und nicht unmittelbar benannt wird.
Yūjo hyōbanki (遊女評判記)Berichte aus den Vergnügungsvierteln.
Yūsoku kojitsu (有職故実)bezeichnet Werke, die die richtige Etikette und das Verhalten am kaiserlichen Hofe während der Samurai-Regierung darstellen.

## Z
Zamoto (座元)Theaterdirektor, Theaterbesitzer
Zappai (雑俳)volkstümliche Versdichtung.
Zekku (絶句)Jueju, klassische chinesische Gedichtform mit vier Verszeilen.
Zuihitsu (随筆)Miszellenliteratur, spezifisch japanische Erzählform, die mit dem Essay vergleichbar ist.